# Afro Samurai
Afro Samurai (アフロサムライ, Afuro Samurai) é um mangá seinen independente japonês (dōjinshi) criado por Takashi Okazaki, publicado inicialmente na revista Nou Nou Hau.
Fã de soul music e hip-hop, Takashi Okazaki criou um mangá protagonizado por um samurai negro, lembrando o cinema blaxploitation, composto por filmes protagonizados por negros.

## Enredo
A história de Afro Samurai se passa num Japão feudal futurístico e pós-apocalíptico onde aquele que conseguir a bandana de "Número Um" comandará o mundo quase que à semelhança de um deus. Alguém se torna o Número Um matando o antigo Número Um e tomando sua bandana. Mas só aquele que tiver a bandana de "Número Dois" tem o direito de desafiar o Número Um. Por sua vez somente o número três pode desafiar o número dois e assim por diante até o número sete, que pode ser desafiado por todos. Mas isso muda quando o novo número um tem todas as outras bandanas exceto a de número dois, sob domínio de Afro. Então todos podem desafiar o número dois e somente o número dois pode desafiar o número um, deixando a missão de Afro quase impossível. Quando alguém completar as sete bandanas, ninguém mais poderá desafiá-lo.
Quando criança, Afro teve seu pai (que era o Número Um) assassinado bem em sua frente pelo pistoleiro "Justice", que passou a ser o novo Número Um. Agora Adulto, Afro Samurai, é o atual Número Dois, e viaja pelo mundo em busca de vingança,passando por cima de qualquer empecilho pelo atual Número Um que matou seu pai.

## Anime
Foi adaptado em um anime de 5 episódios, com direção de Fuminori Kizaki e produzido por Gonzo, um estúdio tradicional de animação. O primeiro episódio estreou online em 1º de Janeiro de 2007, e foi ao ar na Spike TV em 4 de Janeiro de 2007, às 23 horas (horário dos EUA). Desde então, a série foi ao ar no Canadá, no Reino Unido, nos EUA, onde foi televisionado pela Spike TV, e no Japão, onde foi televisionado pela Fuji Television. Também estreou na MTV da Austrália, em Agosto de 2007.
No anime, há a participação do famoso ator americano Samuel L. Jackson, dublando a voz do protagonista e de seu parceiro, além de ser um dos co-produtores. Também participam Ron Perlman e Kelly Hu, dublando outros personagens. O integrante do grupo Wu-Tang Clan, RZA, produziu a trilha sonora original em ritmo hip hop, que foi lançada em CD pela Koch Records em 30 de Janeiro de 2007, nas versões editada e sem corte.
A série foi licenciada para distribuição norte-americana pela Funimation, que lançou duas versões: a versão televisionada da Spike TV e a versão de diretor em DVD e Blu-Ray. Ambas as versões em DVD foram lançadas em 22 de Maio de 2007, enquanto a versão Blu-Ray só seria lançada em 26 de Agosto do ano seguinte. No Reino Unido, uma edição limitada da emissora Bravo, equivalente à edição americana da Spike TV, foi lançada em 2 de Julho de 2007. Uma versão de diretor, com novo trabalho de arte, foi lançada posteriormente em 12 de Outubro de 2007. Uma segunda edição da Bravo, com um trabalho de arte similar ao da versão de diretor, foi lançada em 21 de Março de 2008.

### Filme
Em 2 de janeiro de 2009, foi lançado um filme  animado Afro Samurai: Resurrection. Samuel L. Jackson reprisou o papel de Afro (além de ser o produtor executivo do filme), Lucy Liu dublou a vilã Sio, também foi lançado um jogo de videogame Xbox 360 e PlayStation 3, desenvolvido pela Namco Bandai Games.